# Robert Jager
Robert Jager (Binghamton, Nueva York, 25 de agosto de 1939) es arreglista, 
compositor, profesor de música y director ocasional de sus propias obras.
Se formó musicalmente en la Universidad de Míchigan y, entre 1962 y 1965 sirvió como 
arreglista y compositor de la Navy School of Music, situada en Norfolk, Virginia y 
actualmente denominada Armed Forces School of Music. Su catálogo abarca más de 120 obras que 
se inscriben de lleno en la doble vertiente académica y militar. En el ámbito de las bandas 
españolas, se han popularizado sobre todo sus Diamond Variations y sus suites para banda. 
Las Variaciones Diamante, por ejemplo, toman el trío de la marcha militar Illinois Loyalty 
para descomponerlo y presentar cinco diferentes secciones caracterizadas por un colorido 
instrumental diferente, que sirve de base a otras tantas atmósferas. La obra debe su título 
al motivo de su composición: el 75 aniversario de la banda sinfónica de la Universidad de 
Illinois.
Robert Jager es un compositor muy celebrado. Así, es el único que ha recibido en tres 
ocasiones el premio Ostwald, de la American Bandmasters Association, por su Symphony for 
Band (1964), sus Diamond Variatons (1968) y su Sinfonietta (1973). Otros premios y 
distinciones se acumulan en su historial.
Robert Jager se retiró de la vida académica en 2001, dejando tiempo y espacio a su gran 
afición:la jardinería.

## Composiciones
La mayoría de sus composiciones modernas han sido editadas por Hal Leonard y Kjos. Las 
anteriores por Southern Music Company. Aunque algunas figuran marcadas con grado de 
dificultad técnica 3-4, gran parte de las obras alcanzan la puntuación máxima de 5-6.

### Obras para banda
- 1963 – Stars and Bars, March
- 1965 – Second Suite, Sinfonía num 1 para banda, Sinfonía Nobilissima
- 1966 – Third Suite
- 1967 – March 'Dramatic'
- 1968 – The Tennessean March, Diamond Variations, Variaciones sobre un tema de 	Robert Schumann
- 1969 – Sinfonietta
- 1970 – Tour de Force, March
- 1971 – Courage To Serve, March
- 1975 – Preamble
- 1976 – Japanese Prints, Prelude: Concert Liberte, Sinfonía num 2
- 1977 – Concierto num 2 para saxo alto
- 1978 – Jubilate, Carpathian Sketches
- 1979 – Pastorale and Country Dance
- 1981 – Concierto para tuba (y piano), Concierto para banda
- 1983 – Prelude on an Old Southern Hymn
- 1984 – March of the Dragonmasters, Concierto para percusión y banda
- 1985 – Concierto para bombardino y banda
- 1986 – Eagle Rock Overture, Old Time Spirit
- 1987 – Under the Big Top
- 1990 – Bold Venture, Cliff Island Suite, Potomac Festival Overture
- 1991 – Uncommon Valor, March
- 1995 – The Last Full Measure of Devotion
- 1998 – Sinfonía Hungarica
- 1999 – Variants on the Air Force Hymn
- 2000 – Hebraic Rhapsody
- 2001 – Joan of Arc, Mystic Chords of Memory
- 2003 – To Music
- 2004 – Concert In The Park, In Sunshine and Shadows (para soprano, barítono, coro y conjunto de viento)
- 2005 – Highland Fling
- 2006 – Eternal Vigilance (encargo de las bandas militares estadounidenses a estrenar en otoño de 2006).

## Discografía
- Discovery: Emerging and Celebrated Repertoire for Solo Saxophone and Symphonic Band.

Tennessee Tech University Symphony Band, Joseph Hermann (director) James Spinazzola (saxo 
alto). Mark Masters, 2002. Contiene la grabación de su concierto de 1977.
- Asbury College Concert Band plays compositions of Robert Jager. Asbury College Concert

Band, Joseph D. Parker (director). Huntington Station, (Nueva York), Golden Crest, 1980.
- Robert Jager & Tokyo Kosei Wind Orchestra. Tokio, Kosei, 1986.
- I Dream of Peace. the Michigan State Univ. Music School Children's Choir, Mary Alice

Stollak (directora) MSU Records.
- Concerto for Percussion and Band; Washington Winds, Garwood Whaley (director) Meredith

Music Co.
- Mystic Chords of Memory. the U.S. Navy Band, Gambone, conductor; DOD Records.

Heritage III: The Music of Robert Jager. United States Air Force Band of the West, 1995.
- Images of America. United States Air Force Band of the West. Contiene Lord, Guard

and Guide (The Men Who Fly).
- La Morte dell' Oom (No Pah Intended). Symphonia, R. Winston Morris (director).

Contiene Three Ludes for Tuba. Walking Frog Records (WFR 469).
- Wind Band Masterworks vol 1. Texas A & M Band, Timothy Rhea (director). Contiene

Third Suite. Walking Frog Records (WFR 706)
- Perantoni plays Perantoni. Daniel Perantoni (tuba). Contiene Concerto for Bass

Tuba. Walking Frog Records (WFR 471).
- Uncommon valor. "The President's Own" United States Marine Band, John R. Bourgeois

(director). Washington, The Band, 1992. Contiene Sprit de Corps.